# Município de Thompson (condado de Geauga, Ohio)
O município de Thompson (em inglês: Thompson Township) é um município localizado no condado de Geauga no estado estadounidense de Ohio. No ano de 2010 tinha uma população de 2.269 habitantes e uma densidade populacional de 34,13 pessoas por km².

## Geografia
O município de Thompson encontra-se localizado nas coordenadas 41° 40′ 33″ N, 81° 03′ 31″ O. Segundo a Departamento do Censo dos Estados Unidos, o município tem uma superfície total de 66.47 km², da qual 66,14 km² correspondem a terra firme e (0,51 %) 0,34 km² é água.

## Demografia
Segundo o censo de 2010, tinha 2.269 habitantes residindo no município de Thompson. A densidade populacional era de 34,13 hab./km². Dos 2.269 habitantes, o município de Thompson estava composto pelo 98,81 % brancos, o 0,22 % eram afroamericanos, o 0,18 % eram amerindios, o 0,13 % eram asiáticos e o 0,66 % eram de uma mistura de raças. Do total da população o 0,35 % eram hispanos ou latinos de qualquer raça.